# Lyzeum-Internat für komplexe Persönlichkeitsbildung von Kindern und Jugendlichen
Das Lyzeum-Internat für komplexe Persönlichkeitsbildung von Kindern und Jugendlichen (russisch Лицей-интернат комплексного формирования личности детей и подростков) ist ein staatliches, von dem ehemaligen Musiklehrer Michail Petrowitsch Schetinin gegründetes Internat im russischen Ort Tekos bei Gelendschik in der Region Krasnodar.

## Gründer und Geschichte

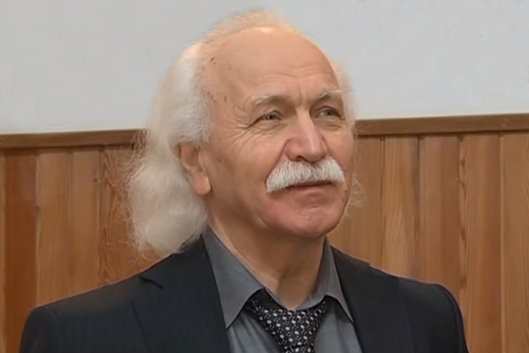
Michail Petrowitsch Schetinin (2014)

Michail Petrowitsch Schetinin (eigentlich Schtschetinin, russisch Михаил Петрович Щетинин) wurde 1944 in dem sowjetischen Dorf Nowy Birjusjak im Rajon Kisljarski in Dagestan geboren. An der Staatlichen Universität Saratow schloss er 1973 ein Studium in Musik und Gesang ab. In den folgenden Jahren war er nacheinander Direktor einer Musikschule sowie mehrerer Schulen, an denen mit neuen pädagogischen Methoden wie zum Beispiel einem besonderen Schwerpunkt auf Musik und Tanz experimentiert wurde. 1977 trat Schetinin in die KPdSU ein. Er entwickelte pädagogische Innovationen, die den Unterricht vereinfachen und verkürzen sollten, und erhielt verschiedene staatliche Auszeichnungen für seine Arbeit, während spätere Kritiker sie als erfolglos ansahen. Ein von ihm geleitetes, staatlich gefördertes landwirtschaftliches Schulprojekt in der Ukraine wurde eingestellt.
1988 gründete Schetinin eine Schule in dem Ort Asowskaja (Krasnodar), zog dann 1994 weiter nach Tekos und gründete dort auf einem ehemaligen Kasernengelände das Lyzeum-Internat für komplexe Persönlichkeitsbildung von Kindern und Jugendlichen. 2003 brannten die Schulgebäude ab; sie wurden gemeinsam mit den Schülern wieder aufgebaut. In der Zeit von 2003 bis 2007 arbeitete die Schule nach einem Konflikt des Direktors mit den Behörden ohne finanzielle Unterstützung. 2017 erhielt die Schule die staatliche Lizenz, um Zeugnisse über Gymnasialabschlüsse auszustellen.
Ab Juli 2019 wurde die Schule von den Behörden geschlossen. Begründet wurde dies unter anderem mit Mängeln bei Brandschutz, dem Fehlen von Schulbüchern und unzureichende Qualifikation zweier Lehrer. Darüber hinaus fehlen pädagogische Veröffentlichungen. Rund 9500 Personen unterschrieben eine Petition zum Erhalt der Schule. Am 10. November 2019 verstarb Mikhail Petrovich Schetinin.
Von zahlreichen alternativen Schulkonzepten, die in den 1980er/1990er Jahren in Russland entstanden, ist die Schetinin-Schule das bekannteste Projekt, das sich bis heute gehalten hat.

## Struktur
Das Schuljahr im Schetinin-Internat beginnt jeweils am 1. September und endet am 31. Mai. Das in zwei Semester geteilte Schuljahr dauert 35 Wochen. Es gibt eine Woche Herbstferien (um den 1. November), zwei Wochen Winterferien (im Jahr 2018 vom 29.12. bis zum 13.1., also zum orthodoxen Weihnachtsfest) und eine Woche Frühlingsferien (im Jahr 2019 Ende März, also nicht zu Ostern). Die Schulwoche umfasst 6 Tage.
Der Schultag beginnt um 8 Uhr und endet um 20 Uhr. Eine Unterrichtseinheit (=Stunde) dauert 45 Minuten. Es gibt 36 Wochenstunden Unterricht, jeden Tag 6 Stunden. Dazu kommen außerschulische Aktivitäten, jedoch maximal 10 Stunden pro Woche.
Pflichtfächer: Russisch 70 Jahresstunden, Literatur 105, Englisch 105, Algebra und der Beginn der Analyse 105, Geometrie 70, Informatik 35, Geschichte 70, Sozialwissenschaften 70, Geographie 35, Physik 70, Astronomie 35 (in jedem zweiten Jahr), Chemie 70, Biologie 70, Technologie 35, Sport 105, Grundlagen der Lebenssicherheit 35
Freifächer: Russische Sprachstilistik 35, Workshop in Mathematik 35, Philosophie 35, Choreographie 35, Kunstmusik 35, Forschungsprojekt 35
Es gibt eine halbjährliche Zwischenzertifizierung für jedes Fach. Es gibt 4 Noten: 5 (beste), 4, 3, 2 („unbefriedigend“). Die jährliche Zertifizierung ist das arithmetische Mittel der beiden Zwischenzertifizierungen.
Die „Allgemeine Grundbildung“ dauert 5 Jahre, die „Sekundäre allgemeine Bildung“ 2 Jahre. Die Sekundäre Bildung wird in zwei Zweigen geführt, die „Schule für ästhetische Bildung“ mit Schwerpunkt auf Musik und Tanz und die „Schule für Körperkultur und Sportentwicklung“, deren Ziel eine Vorbereitung auf eine militärische Laufbahn ist. Im Rahmen dieses Zweigs wird die Nahkampftechnik Sambo gelehrt.
Neben dem Schulleiter gab es 2010 nur zwei angestellte Lehrer für 300 Schüler; es gibt keine Jahrgangsstufen oder ein Klassensystem. Die Lerninhalte werden stattdessen von den Schülern selbst erarbeitet und aneinander weitergegeben; Schetinin sprach von „300 Schülern und 300 Lehrern“.
Mit Stand 3. Dezember 2020 gab es am Lyzeum 22 angestellte Lehrer und 2 Erzieher.
Im Schuljahr 2018/2019 gab es 108 Schüler, davon 67 in der Allgemeinen Grundbildung und 41 in der Sekundären Allgemeinen Bildung.
Es werden nicht mehr als 108 Schüler aufgenommen. Es werden nur Schüler entsprechend der Zahl der Absolventen aufgenommen.

## Pädagogik
siehe Artikel Schetinin-Pädagogik

## Internat
Die Schüler des Lyzeums kommen aus 40 Nationen. Manche absolvieren nur ein einmonatiges Praktikum. Es ist theoretisch möglich, bereits nach einem oder zwei Jahren das Abitur zu machen, jedoch bleiben die meisten Schüler die vollen 5 bzw. 7 Jahre.
Die Schüler errichten bzw. renovieren und gestalten ihre Unterkünfte selbst, bauen Möbel, kochen, nähen usw. Manche Schüler bleiben nach Abschluss der Ausbildung im Internat und arbeiten in den dort ansässigen handwerklichen Betrieben, deren Gewinne zur Finanzierung der Schule dienen. Die Ernährung im Internat ist weitgehend vegetarisch.

## Irreführende Selbstdarstellung in Bezug auf UNESCO
In einer Werbebroschüre der Schetinin-Schule ist auf der Seite 9 das Zertifikat der UNESCO über den Beitritt zum Netzwerk der UNESCO-assoziierten Schulen am 9. April 1999 (ausgestellt in Paris, in französischer Sprache abgefasst) abgedruckt. Dies wurde mit der Überschrift „An der Spitze der Pädagogischen Systeme der Welt“ versehen und auf der Seite davor und auf der Umschlagrückseite der Broschüre
wurde ein Siegel mit dem Text „Lyzeum von der UNESCO als eines der besten pädagogischen Systeme der Welt anerkannt“ eingefügt. Auf diversen Webseiten wurde daraus „Seit 1999 ist sie eine UNESCO-Schule und wurde in Paris als „Best Educational System of the World“ ausgezeichnet.“
Auch in diversen Vorträgen (youtube) wird die Schetinin-Schule als von der UNESCO ausgezeichnete „Beste Schule der Welt“ bezeichnet.
Dem Netzwerk der UNESCO-Projektschulen gehören derzeit 11'500 Schulen weltweit an. Auf der russischen Seite der UNESCO steht, dass es in Russland 369 zertifizierte UNESCO-assoziierte Schulen gibt.
Ein Beitritt zum Netzwerk ist jeder Schule möglich. Die Schule verpflichtet sich damit, binnen zwei Jahren
die Grundsätze einer „UNESCO-Schule“ umzusetzen (es geht dabei hauptsächlich um Friedenserziehung). Eine darüber hinausgehende Auszeichnung als „Beste Schule“ vergibt die UNESCO nicht. (Für die Auszeichnung von Schulen wäre die UNICEF zuständig.)
Die Schetinin-Schule wurde mittlerweile nach einer Prüfung durch die UNESCO aus dem Netzwerk ausgeschlossen, da die stark nationalistische und militärische Ausbildung den Grundsätzen widerspricht.

## Kritik
Der deutsche Sektenforscher Matthias Pöhlmann kritisierte vor allem die esoterische Anastasia-Philosophie, die in der Schule omnipräsent sei. Das Lyzeum wurde insbesondere durch die Anastasia-Romane bekannt, in denen sie mehrfach als Ideal dargestellt wurde. Kritisiert wurde auch, dass den Kindern kaum Freiraum zur persönlichen Entfaltung bliebe.
Die Wiener Zeitung berichtete, dass die Kinder des Lyzeums mit völkisch-nationalistischem Gedankengut indoktriniert würden. In einer Reportage der Komsomolskaja Prawda wurde Schetinin vorgeworfen, die Sowjetunion einschließlich des Stalinismus zu verherrlichen.